# Dorytomus dorsalis
Dorytomus dorsalis (лат.) — вид жуков-долгоносиков рода Dorytomus (Curculionidae). Питается на растениях рода ива. Обитает в Палеарктике от Европы до Восточной Сибири.

## Описание
Мелкие жуки-долгоносики, длина от 3 до 4 мм. Окраска тела коричневато-чёрная. Надкрылья, усики и лапки красновато-коричневые; на надкрыльях посередине полоска чёрного цвета. Голова, пронотум и ноги чёрные. Бёдра утолщённые в средней части с небольшим зубцом. Имеют вытянутую и изогнутую головотрубку. Усики коленчатые. Коготки ног простые и широко расставленные. Тело покрыто ланцетовидными чешуйками.